# Омер и Мерима
„Омер и Мерима” је југословенски ТВ филм из 1970. године. Режирао га је Здравко Шотра а сценарио је написао Мирослав Беловић

## Улоге
| Глумац             | Улога                   |
| ------------------ | ----------------------- |
| Светлана Бојковић  | Мерима                  |
| Адем Чејван        |                         |
| Маја Димитријевић  |                         |
| Капиталина Ерић    |                         |
| Милан Лане Гутовић | (као Милан Гутовић)     |
| Мирјана Вукојичић  | (као Мирјана Вукојичић) |